# Zivko Edge 540
Zivko Edge 540 — легкомоторный спортивный самолёт, моноплан, разработанный и производимый компанией Zivko Aeronautics.
Обладает практически неограниченными возможностями в аэробатике. Способен вращаться со скоростью 420 градусов в секунду. Скорость набора высоты — 18,8 м/с (1128 м/мин.; 3700 футов в минуту).
Двухместный вариант — Zivko Edge 540T. Модификация Zivko Edge 540X активно используется в мировой серии по аэробатике Red Bull Air Race.
Использует модернизированный двигатель Lycoming IO-540, 254 кВт (340 л. с.).

## Рекорды
6 сентября 2021 года итальянский пилот Дарио Коста на самолете Zivko Edge 540 установил 4 мировых рекорда за 1 полет через 2 автомобильных тоннеля в Стамбуле общей протяженностью 2,25 км за 43 секунды.